# Hôtel de préfecture de la Mayenne
L'hôtel de préfecture de la Mayenne est un bâtiment situé à Laval, en France. Il est le siège de la préfecture du département de la Mayenne.

## Localisation
L'édifice est situé dans le centre-ville de Laval, sur la rive gauche de la Mayenne. Son entrée principale se trouve sur la place Jean-Moulin. Ses jardins sont également limités au sud par la rue Mazagran, à l'ouest par la rue Ambroise-Paré, et au nord par la rue de la Paix. L'hôtel est situé près du théâtre de Laval, l'arrière duquel est visible depuis les jardins.

## Historique

### Le couvent des Dominicains
L'hôtel préfectoral se trouve à l'emplacement d'un couvent de Dominicains, qui était aussi appelé « couvent des Jacobins », en référence à l'hospice de Saint-Jacques-le-Majeur à Paris, qui était leur premier établissement,.
Le couvent de Laval avait été fondé en 1485, et le premier bâtiment construit en 1488, sous l'impulsion de Guy XV de Laval. La chapelle avait été consacrée en 1499, et le cloître et le réfectoire avaient été édifiés entre 1525 et 1538. En 1788, les frères commencèrent la construction d'un nouveau logis, mais les travaux furent interrompus en 1790, pendant la Révolution française. Les biens du clergé sont alors saisis, et le site est choisi en raison de sa position centrale pour accueillir l'administration départementale,.

### Construction de la préfecture
Le couvent est acheté en 1791 par l'administration centrale et le directoire du district. L'installation de ces institutions a lieu en 1792.
Le premier préfet, Nicolas Harmand, envisage la construction d'un édifice mieux adapté en 1800. L'église et le cloître sont abattus trois ans plus tard, et un premier projet est avancé en 1808. Néanmoins, il ne voit jamais totalement le jour, et seuls le portail monumental et les communs sont construits. Ils sont l'œuvre de l'architecte Bricard. Le portail monumental, qui est toujours visible, se trouvait à l'origine au sud-est de l'enceinte, et son emplacement actuel, sur la place Jean-Moulin, était alors occupé par les communs.
Le corps de logis qui avait été commencé en 1788 est achevé par l'architecte Voinier de 1819 à 1822. Celui-ci conserve l'aspect d'origine du bâtiment, mais il le double en profondeur sur le côté est. Entre 1831 et 1834, l'architecte Maximilien Godefroy donne à l'ensemble son aspect actuel, en détruisant les communs et en déplaçant le portail, ce qui permet de créer une entrée dans l'axe de la façade du logis.

### Aménagements duXXesiècle
Pendant la seconde moitié du XXe siècle, l'hôtel du département, qui abrite le conseil général de la Mayenne, est construit en équerre par rapport au logis du XIXe siècle. L'ensemble forme un T, et le conseil général possède sa propre entrée sur la rue de Mazagran. Au même moment, différentes lois de décentralisation forcent la séparation des services du conseil général et de la préfecture. Un certain nombre de services préfectoraux, qui étaient alors logés par le conseil général, doivent quitter les lieux. Un nouveau bâtiment est donc construit. Il se trouve lui aussi sur la rue de Mazagran, et fait face au conseil général. Vaste de 2 390 m2, il a été livré en 1991 et il accueille tous les services administratifs de la préfecture. L'hôtel préfectoral du XIXe siècle n'abrite donc plus que les services directement rattachés au préfet.

## Architecture

### Extérieur
L'hôtel préfectoral est constitué d'un seul corps de logis, avec une façade orientale sur cour, et une façade occidentale sur jardin. De style néoclassique, il s'inscrit dans un vaste ensemble urbanistique homogène qui inclut notamment l'hôtel-de-ville et le théâtre. Cet ensemble a été construit pendant la première partie du XIXe siècle autour d'un axe nouvellement percé, qui correspond à la rue de la Paix et à celle du Général-de-Gaulle.
L'édifice compte trois niveaux, dont un de comble. Le toit est en mansarde. L'hôtel possède deux façades relativement différentes. Celle qui donne sur les jardins date de 1788, et elle possède 14 travées avec un petit avant-corps central de quatre travées. Cette façade est en moellon enduit. La façade sur cour est en tuffeau et compte 13 travées. Elle présente aussi un léger avant-corps central comprenant sept travées. Ces travées sont séparées par des pilastres doriques, et l'avant-corps est surmonté par une corniche à triglyphes.
Le portail monumental comporte trois passages en serlienne, surmontés d'un fronton. Il est encadré par deux pavillons.

### Intérieur
L'hôtel sert au logement du préfet de la Mayenne, ainsi qu'aux éventuelles personnalités politiques en déplacement. Les appartements privés se trouvent à l'étage. Le rez-de-chaussée, qui sert davantage aux réceptions publiques, possède plusieurs pièces qui ont gardé leur aspect originel. Parmi celles-ci, il y a la salle de Mayenne, qui sert aux réunions, et le salon de réception.